# Биологические нанообъекты
Биологические нанообъекты иначе наноразмерные биологические объекты (англ. biological nanoobjects) — компоненты живых систем, имеющие линейные размеры 1-100 нм по крайней мере в одном измерении.

## Описание
К биологическим нанообъектам относятся молекулы белков, нуклеиновых кислот (ДНК, РНК) и полисахаридов, формирующие внутриклеточный каркас (цитоскелет) и внеклеточный матрикс, мембранные каналы, рецепторы и переносчики, систему внутриклеточной сигнализации, молекулярные машины для синтеза, упаковки и утилизации белков и нуклеиновых кислот, производства энергии, внутриклеточного транспорта и движения клеток. Размер белковых молекул и надмолекулярных белковых комплексов колеблется от 1 до 1000 нм. Диаметр спирали ДНК составляет 2 нм, а её длина может достигать нескольких сантиметров. Белковые комплексы, формирующие нити цитоскелета, имеют толщину 7-25 нм при длине до нескольких микрон. Белковые комплексы, образующие поры, достигают 120 нм в диаметре. Внеклеточные структуры также могут иметь наноразмерные характеристики. Так, экзосомы, везикулы, переносящие материал между клетками, имеют диаметр 65-100 нм, а частицы липопротеинов плазмы крови, транспортирующие липиды в организме, — 8-50 нм (см. рис.). Единственной наноразмерной формой существования живой материи являются вирусы. Их размеры находятся в диапазоне 25-300 нм.
Биология и нанотехнологии имеют обширный «интерфейс». Как следует из вышеперечисленного, биологические системы состоят из наноразмерных строительных блоков и молекулярных машин (моторов). Их организация и принципы работы представляют непочатый край новых подходов и структур для нанотехнологий. Вместе с тем, нанотехнологии обеспечивают биологию инструментарием и технологиями для изучения организации живого на молекулярном уровне. Соразмерность биологических структур и искусственных наноматериалов, с одной стороны, может определять биологические и токсические свойства последних. С другой — биологические структуры могут использоваться для конструирования новых наноустройств.